# Thomas Wolsey
Thomas Wolsey (Ipswich, 1471 circa – Leicester, 29 novembre 1530) è stato un cardinale e arcivescovo cattolico inglese.
Fu anche un potente uomo di Stato, ricoprendo l'incarico di Lord cancelliere. Con la salita al trono di Enrico VIII d'Inghilterra Wolsey divenne Elemosiniere del re ed entro il 1514 era divenuto un uomo potente con estese influenze in ogni affare dello Stato e dentro la Chiesa. Il suo massimo incarico fu quello di Lord cancelliere, ruolo che gli permise grande libertà d'azione. In seno alla Chiesa divenne Arcivescovo di York nel 1514 e l'anno seguente fu nominato Cardinale, nomina che gli diede la preminenza anche sull'Arcivescovo di Canterbury. Una delle sue più tangibili eredità è il palazzo di Hampton Court che esiste ancora oggi.

## Al servizio di padre e figlio
Thomas Wolsey nacque all'incirca nel 1471, da Robert Wolsey di Ipswich (1438-1485) e Joan Daundy. Suo padre si pensava che fosse un macellaio o un mercante di bestiame, ma altre fonti dicono che morì nella battaglia di Bosworth Field. Alcuni storici ritengono che in realtà il padre di Thomas fosse un rispettabile e abbiente commerciante di vestiti e che le storie su una sua professione da macellaio fossero state create per svilire la reputazione familiare di Thomas e mostrare quanto fosse arrivato in alto partendo dai gradini più bassi della società.
Thomas frequento l'Ipswich School e poi il Magdalene College prima di studiare teologia nel Magdalen College di Oxford. Il 10 marzo 1498 venne ordinato sacerdote a Marlborough ma rimase a Oxford per insegnare al Magdalen College. Attorno al 1500 lasciò l'insegnamento per prendere il beneficio ecclesiastico di Saint Mary a Limington, un piccolo paese del Somerset. Due anni dopo lasciò la parrocchia per diventare cappellano di Henry Deane (1440 circa-1503), allora Arcivescovo di Canterbury, che morì l'anno seguente.
Dopo la morte di Deane passò al servizio della famiglia di sir Richard Nanfan, e alla sua morte nel 1507 passò al servizio di Enrico VII d'Inghilterra che lo fece diventare cappellano reale; per fortuna di Thomas in quel periodo Enrico era interessato a mettere un freno al potere dei nobili e a promuovere chi veniva da origini ben più umili.
Entrato a corte Thomas entrò anche al servizio di Richard Foxe, che riconobbe in Wolsey un'abilità innata per le mansioni più noiose. Pur se figlio al massimo di un esponente della piccola "borghesia" Thomas fu un chiaro esempio di scalata sociale, successo questo che può venir attribuito alla sua innata intelligenza, alle sue capacità organizzative, alla sua ambizione, alla sua dedizione e ai rapporti di stretto contatto che fu in grado di mettere in piedi con i sovrani che servì. Nell'aprile 1508 Thomas venne mandato in Scozia per discutere con il re Giacomo IV circa le voci che vedevano il rifiorire della Auld Alliance con la Francia. Nel 1509 Enrico VII morì e gli succedette il figlio Enrico VIII che promosse Thomas alla carica di Elemosiniere e gli permise di entrare nel Consiglio privato. Enrico VIII era molto diverso dal padre sia caratterialmente sia per la mentalità diplomatica con cui si approcciava agli altri regnanti. Enrico peraltro, nel primo periodo del suo regno, era relativamente interessato agli affari politici e di governo e questo permise a Thomas di raggiungere una posizione ancora più preminente.
Nel marzo 1514 venne consacrato vescovo, inizialmente della diocesi di Lincoln, ma dopo neanche un mese venne spostato all'arcidiocesi di York.

## La salita al potere

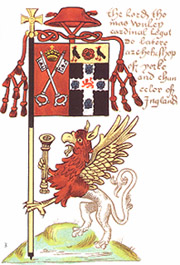
Stendardo di Wolsey come arcivescovo di York

I consiglieri che Enrico aveva ereditato dal padre, oltre a Thomas, erano Richard Foxe e l'Arcivescovo di Canterbury William Warham (1450 circa-22 agosto 1532), due uomini di stampo conservatore che indirizzarono Enrico verso uno stile governativo prudente e parsimonioso simile a quello del padre. Ben presto il nuovo sovrano ammise nel consiglio privato persone più simili a lui, e Thomas, che fino al 1511 era stato ostile a un conflitto con la Francia, ne divenne un sostenitore non appena Enrico maturò l'idea di invaderla. Thomas aveva una grande capacità di adattarsi alla mentalità del re ed era anche capace di mettere insieme discorsi convincenti da esporre al Consiglio. Le politiche prudenziali di Foxe e Warham caddero in disgrazia ed essi stessi attorno al 1515 persero gran parte del loro potere mentre Thomas diveniva sempre più l'uomo più vicino e in sintonia con Enrico.
Nel 1515 Warham rassegnò le dimissioni dalla carica di Lord Cancelliere a seguito delle sue proteste circa l'invasione della Francia e Thomas fu nominato al suo posto dal momento che già da molto tempo controllava la politica interna e gli affari esteri del re. Nello stesso anno Papa Leone X lo nominò cardinale presbitero con il titolo di Santa Cecilia per il successo della sua missione in Francia con la quale riuscì a negoziare la pace del 1514, lo stesso anno in cui divenne Vescovo di Lincoln prima e Arcivescovo di York dopo. Il suo ultimo grande traguardo ecclesiastico giunse nel 1523 quando venne nominato Principe-vescovo di Durham. Thomas cercò di distruggere o quantomeno neutralizzare gli altri cortigiani che godevano di una certa influenza, fu quindi biasimato per il suo coinvolgimento nella caduta e morte di Edward Stafford, III duca di Buckingham e perseguitò il cortigiano William Compton (1482 circa-1528), amico di Enrico, e l'ex-amante del re, e sorella di Stafford, Anne Hastings, Contessa di Huntingdon accusandoli di adulterio. In altri casi invece Thomas si spese per accedere ai loro favori come fece nel caso di Charles Brandon, I duca di Suffolk dopo il suo segreto matrimonio con Maria Tudor: Thomas infatti intercedette per i neosposi, entrambi molto cari al cuore di Enrico, convincendolo a perdonarli.

## Contro e con la Francia
La guerra con la Francia del 1512-1514 fu la prima grande occasione di Thomas per mostrare i propri talenti nell'arena della politica estera. Una buona scusa per entrare in guerra si ebbe nel 1511 quando l'Inghilterra decise di rispondere alle preghiere di Papa Giulio II che cominciava a sentirsi minacciato dalla Francia. L'Inghilterra si alleò quindi con il pontefice, Ferdinando II di Aragona e Massimiliano I d'Asburgo contro Luigi XII di Francia. La prima parte della campagna fu infruttuosa anche per l'alleanza con Ferdinando che si dimostrò del tutto inaffidabile, Enrico comunque non si rassegnò e nel 1513 lanciò un nuovo attacco contro la Francia con l'aiuto congiunto del pontefice. Il risultato fu la cattura di due città francesi che causarono il ritiro dell'esercito e parte di questo successo si dovette alla capacità di Thomas di saper tenere ben equipaggiate e dotate di viveri le truppe per tutta la durata del conflitto. Quando poi nel 1514 si dovette negoziare la pace Thomas fu di nuovo in prima linea e il trattato che ne seguì prevedeva che la sorella minore di Enrico, Maria Tudor, sposasse l'anziano Luigi XII di Francia e Portogallo, in cambio però l'Inghilterra si sarebbe tenuta la città di Tournai che aveva conquistato.
Il trattato di pace appena concluso si profilava piuttosto fruttuoso perché un cognato come Luigi poteva essere assai comodo per Enrico, purtroppo per lui però il matrimonio durò poco perché il 1º gennaio 1515 il sovrano spirò e venne rimpiazzato dall'ambizioso nipote Francesco I di Francia. Il colpo fu ancora più duro quando Enrico apprese che la sorella non sarebbe più stata disponibile per altri reali matrimoni essendosi sposata segretamente con Charles Brandon; per evitare l'isolamento Thomas propose al re di allearsi di nuovo col papa e con il Sacro Romano Impero contro Francesco.
Nel gennaio 1516 anche il suocero di Enrico, Ferdinando, morì lasciando il trono al nipote Carlo V che per prima cosa fece pace con la Francia aumentando così l'isolamento internazionale dell'Inghilterra. Nel 1519 anche Massimiliano morì e Carlo ne prese il posto quale Imperatore governando così gran parte dell'Europa continentale e lasciando l'Inghilterra sempre più ai margini del potere. Per ovviare al problema Thomas decise di percorrere altre strade. Nel 1517, Papa Leone X chiese la pace per poter lanciare una crociata contro l'Impero ottomano, così nominò Wolsey legato pontificio in Inghilterra con l'incarico di riportare la pace tra le nazioni coinvolte nella guerra tra Francia e Inghilterra che raggiunse facendogli stipulare il Trattato di Londra nel 1518. Con il trattato Wolsey divenne l'"arbitro d'Europa" perché riuscì a rappacificare 20 nazioni europee. Questo incarico riportò l'Inghilterra alla ribalta facendola divenire un'alleata appetibile tanto che poco dopo la Francia volle siglare con loro un trattato di pace. D'altronde ormai fra Francia e Spagna non correva buon sangue, l'elezione di Carlo quale imperatore aveva fatto infuriare Francesco che aveva speso tempo e denaro per cercare di accaparrarsi l'incarico.
Un altro successo diplomatico fu il cosiddetto Campo del Drappo d'Oro nel 1520. Wolsey organizzò l'imponente incontro fra Francesco I di Francia e Enrico VIII d'Inghilterra, accompagnato da circa 5.000 persone. Ma anche se sembrava l'apertura di pacifiche trattative con la Francia, Enrico VIII desiderò partecipare anche per poter esporre la sua sontuosa ricchezza e il potere inglese davanti al resto d'Europa, in modo che sia la Francia sia la Spagna si sarebbero contese la fedeltà dell'Inghilterra, quando nel 1519 si dichiararono guerra contravvenendo così al trattato di Londra.

## Le mutevoli alleanze
Il Trattato di Londra fu ben presto abbandonato, già durante il Campo del Drappo d'Oro Thomas cercò contatti con gli uomini di Carlo tanto che nel 1521 egli firmò con Carlo il Trattato di Bruges dove si affermava che l'Inghilterra avrebbe fatto guerra alla Francia al fianco della Spagna ignorando il trattato di neutralità che li legava a Francesco. Anche i rapporti con Roma si fecero via via più ambigui perché prima che un uomo di chiesa Thomas era un uomo di Enrico; nonostante il Trattato di Londra fosse stata un'elaborazione delle ambizioni di papa Leone per una pace continentale, in Vaticano era stato letto come un tentativo dell'Inghilterra di porsi a capo dell'Europa e di rubare alcune delle prerogative papali. Per altro il trattato impediva ulteriori crociate in Terra santa che era stato l'elemento catalizzatore alla base dei desideri di pace del papa.
Il contributo alle guerre che si combatterono in Italia nel 1522-1523 da parte degli inglesi fu minimo, anche se in qualche caso aiutarono Carlo a raggiungere la vittoria come nel caso della Battaglia di Pavia in cui Francesco venne catturato dai soldati imperiali. Con il re di Francia fuori gioco, Enrico pensò che avrebbe avuto vita facile nell'assediare il paese e prendersi la corona, ma il parlamento rifiutò di aumentare le tasse per finanziare un'altra guerra. Thomas per accontentarlo fece in modo di approvare una tassa che prese il nome di amicable grant che prevedeva il prelievo di un terzo di tutti gli introiti delle istituzioni clericali e laiche del paese e se questo fece un piacere al re procurò anche a Thomas un disamore da parte del popolo che non ebbe fine. Nel 1525 l'alleanza fra Enrico e Carlo s'interruppe e l'Inghilterra si volse nuovamente alla Francia firmando nell'agosto dello stesso anno il Trattato di More siglato da Enrico e dalla reggente di Francia Luisa di Savoia.
Nel 1526 Thomas prese parte alla stesura della Lega di Cognac che prevedeva l'alleanza fra Francia e alcuni stati italiani con lo scopo di sfidare la Lega di Cambrai di Carlo, un gesto questo che voleva rassicurare Roma circa la fedeltà dell'Inghilterra e costituire una risposta alle preoccupazioni derivanti dal crescente dominio di Carlo sul continente.
Il fallimento di queste politiche arrivò nel 1529 quando Francesco e Carlo fecero pace, per altro la Francia riprese a onorare la Auld Alliance attizzando piccole rivolte lungo i confini con la Scozia. L'unico alleato potenziale di Enrico rimaneva quindi Papa Clemente VII che era prigioniero di Carlo fin dal Sacco di Roma del 1527, alleato quanto mai prezioso giacché Enrico voleva l'annullamento del suo matrimonio con Caterina d'Aragona, zia di Carlo. Thomas stava lavorando a questo problema fin dal 1527 ma nessun tentativo era andato a segno.

## Il mancato annullamento
Il matrimonio di Enrico e Caterina non aveva dato eredi maschi viventi, l'unica erede era la piccola Maria nata nel 1516. La Guerra delle due rose era ancora viva nella memoria ed Enrico temeva che alla sua morte sarebbe seguita una guerra civile giacché una donna non era considerata una valida erede capace di tenere insieme il paese e la Dinastia Tudor, infatti quando il trono era toccato a Matilde d'Inghilterra era scoppiata una guerra civile. Enrico cominciò a imputare il fatto di non avere eredi maschi al precedente matrimonio della moglie con suo fratello Arturo Tudor secondo l'idea che sposare la vedova del fratello aveva causato l'ira divina che aveva quindi maledetto le nozze. Enrico contestava anche la dispensa ottenuta per il loro matrimonio giacché si basava sull'affermazione di Caterina di essere giunta vergine alle nozze con Enrico, egli ora giudicava questa una menzogna che andava a invalidare l'intera dispensa e che quindi rendeva nulle le nozze. Caterina non aveva più avuto gravidanze dal 1519 e oltre al desiderio del re di avere un maschio si doveva aggiungere la sua passione per Anna Bolena, una delle dame di compagnia della regina.

Caterina non rinnegò mai di essere arrivata vergine al secondo matrimonio e il suo rifiuto di assumere il titolo di Principessa Vedova del Galles fece della questione un affare internazionale con Carlo V che pressava Clemente VII suo prigioniero perché si pronunciasse a favore della reale zia. Clemente era preso fra due fuochi, o faceva infuriare Carlo suo carceriere o Enrico che era l'unico che aveva un motivo per liberarlo e per questo procrastinò la decisione il più a lungo possibile facendo infuriare sia Anna Bolena sia Enrico che cominciarono a dubitare della lealtà di Thomas che era legato papale.

Thomas dal canto suo attaccò il papa su tre fronti: dapprima tentò di ottenere l'annullamento sulla base del fatto che la dispensa era da considerarsi nulla perché contraddiceva un passo del Levitico, poi tentò la strada del cavillo legale tentando di farla annullare per via di alcune parole imprecise, ma purtroppo per lui venne trovata in Spagna una versione perfettamente corretta; alla fine Thomas chiese al papa di permettere che la cosa venisse decisa in Inghilterra sotto la supervisione del legato papale, cioè egli stesso. Clemente acconsentì nel 1528, ma mandò un altro uomo ad affiancare Thomas, il cardinale Lorenzo Campeggi. Thomas credeva di poter vincere, ma Campeggi ci mise moltissimo tempo ad arrivare e quando lo fece procedette così lentamente che alla fine i lavori vennero sospesi nel luglio del 1528 segnando la fine di Thomas.

## La caduta e la morte
La caduta di Wolsey fu determinata soprattutto dal fallimento nell'ottenere da papa Clemente VII l'annullamento del matrimonio tra Enrico VIII e Caterina d'Aragona. Enrico infatti dal 1529, non vedendo risultati dal lavoro di Wolsey, cominciò a dubitare che il suo Cancelliere fosse più fedele alla Chiesa che al re, per questo lo accusò di praemunire (cioè il voler difendere o mantenere una giurisdizione papale in Inghilterra), quindi gli tolse l'incarico di Lord cancelliere e gli confiscò le proprietà pur lasciandogli il titolo di Arcivescovo di York. Per questo motivo egli si recò a Cawood, nello Yorkshire settentrionale, e qui venne raggiunto dall'accusa di tradimento. Thomas venne prelevato per essere portato a Londra per il processo da Henry Percy, VI conte di Northumberland, e in stato di grande agitazione partì con lui e il suo cappellano Edmund Bonner. Il loro viaggio dovette essere interrotto quando Thomas si ammalò e dopo poco morì a Leicester il 29 novembre 1530 (morte che, secondo la leggenda, gli era stata predetta da Madre Shipton). Egli aveva predisposto per sé stesso una grande tomba a Windsor per opera di Benedetto da Rovezzano e Giovanni da Maiano, ma venne sepolto presso l'abbazia di Leicester senza monumenti.

## La famiglia segreta
Thomas intrattenne una sorta di matrimonio durato circa un decennio con Joan Larke (1490 circa-dopo il 1529) di Great Yarmouth. Dalla loro unione nacquero almeno due figli prima che egli divenisse vescovo: Thomas Wynter, nato attorno al 1510, e Dorothy, nata intorno al 1512. Thomas venne mandato a vivere a Willesden e in seguito si sposò ed ebbe figli suoi; la sorella venne adottata e mandata a vivere in un convento, e a seguito della Dissoluzione dei monasteri in Inghilterra le fu assegnata una pensione. Con l'ascesa sociale di Thomas, Joan divenne una fonte d'imbarazzo, e fu data in sposa a George Lagh attorno al 1519. 

## Nelle arti
- Thomas Wolsey è uno dei personaggi de Il re e il suo giullare di Margaret George.
- Thomas Wolsey è il principale antagonista del re nell'Enrico VIII di William Shakespeare. Nel ruolo teatrale si sono calati Henry Irving, Walter Hampden e John Gielgud; in TV è stato portato in scena nel 1979 da Timothy West in un adattamento dell'opera realizzato dalla BBC.
- Nel film Un uomo per tutte le stagioni (1966, vincitore del premio Oscar come miglior film) Wolsey è interpretato da Orson Welles.
- Nel film Anna dei mille giorni (1969) è interpretato da Anthony Quayle (che ottenne una candidatura agli Academy Award).
- Nella miniserie televisiva Le sei mogli di Enrico VIII (1970) è interpretato dall'attore John Baskcomb.
- Nella miniserie televisiva Henry VIII (2003) è interpretato da David Suchet.
- Nella serie televisiva I Tudors (2007) è interpretato da Sam Neill.

## Genealogia episcopale
La genealogia episcopale è:
- Cardinale Vital du Four
- Arcivescovo John de Stratford
- Vescovo William Edington
- Arcivescovo Simon Sudbury
- Vescovo Thomas Brantingham
- Vescovo Robert Braybrooke
- Arcivescovo Roger Walden
- Cardinale Henry Beaufort
- Cardinale Thomas Bourchier
- Cardinale John Morton
- Vescovo Richard Fox
- Arcivescovo William Warham
- Cardinale Thomas Wolsey